# Conchocarpus elegans
Conchocarpus elegans là một loài thực vật có hoa trong họ Cửu lý hương. Loài này được (A.St.-Hil.) Kallunki & Pirani mô tả khoa học đầu tiên năm 1998.